# Armorial des freguesias de Peniche
- il comporte peu ou pas de sources.
- il reste des blasons à dessiner dans cet armorial.

Cette page donne les armoiries (figures et blasonnements) des freguesias de Peniche. 
| Image | Nom de la commune et blasonnement |
| ----- | --------------------------------- |
|       | Ajuda                             |
|       | Atouguia da Baleia                |
|       | Conceição                         |
|       | Ferrel                            |
|       | São Pedro                         |
|       | Serra d'El-Rei                    |